# Wikiknihy

Logo Wikiknih

Wikiknihy (z anglického Wikibooks) je sesterský projekt Wikipedie, obsahující volně šiřitelné učebnice všeho druhu, manuály a podobné texty. Projekt byl založen 10. července 2003, původně v angličtině. Česká verze vznikla v druhé polovině roku 2004.

## Wikijunior

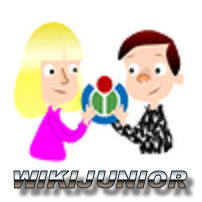
Logo Wikijunioru

Wikijunior je podprojekt Wikiknih, který se specializuje na knihy pro děti do 12 let. Projekt se skládá z časopisu a webových stránek a je financován z grantu Beck Foundation (Nadace Beck). Projekt již existuje v angličtině, finštině, francouzštině, němčině, italštině, španělštině, polštině a dalších jazycích. Knihy projektu Wikijunior píše celosvětové společenství spisovatelů, učitelů, studentů a mladých lidí pracujících společně.